# 種田梨沙と新田恵海の新種ラジオ
『種田梨沙と新田恵海の新種ラジオ』（たねだりさとにったえみのしんしゅラジオ）は、2014年1月7日から2014年12月30日まで文化放送の超!A&G+で放送されていたラジオ番組。パーソナリティは種田梨沙と新田恵海。通常放送の他、公式サイトでおまけコンテンツの「新種ラジオサプリメント」が配信された（4月から11月までの月末は動画配信）。

## 概要
種田梨沙と新田恵海がさまざまなことに挑戦して、今までにない新種のラジオ番組を作っていく。挨拶は「シンシュール！」（Shinjour!）。
2014年4月11日、種田と新田が『鷲崎健の2h』にゲスト出演し、新種ポイントを獲得する連動企画が行われた。番組中に鷲崎が「ザウルス」、「ドラゴン」のキーワードを言う度に新種ポイントが1ポイント貯まる企画で、第15回配信で結果が報告された。
8月10日、番組初の公開録音イベント「シンシュール祭り2014」がFuture SEVENで開催された。参加者は、種田と新田がデザインした番組のマスコットキャラクター「たねちゃんドラゴン」と「えみつんザウルス」の番組公式スマホケース購入者の中から抽選で選ばれた。

## コーナー
番組スポンサーのDMM.comで配信されているコンテンツを紹介するコーナーもある。
ふたりで貯めよう新種ポイント!
さまざまなことにチャレンジして、2人の望みを叶えるために必要な新種ポイントを貯めていくコーナー。公開録音では「伝言ゲーム」にチャレンジした。
みんなでつくろう!新種マスコット!
新種ラジオのマスコットキャラクターの「たねちゃんドラゴン」と「えみつんザウルス」をつくっていくコーナー。リスナーから見た目、性格、特技などの設定を募集した。
あなたの街の新種報告!
リスナーが見つけた新種のものを報告してもらい、2人が新種認定をしていくコーナー。認定する、認定しない、保留の判断をする。公開録音では「しらすマンゴーソーダ」、「かまぼこトミカ」が紹介された。
みんなで新種会議!
「新種の番組挨拶」、「新種のカサ」など毎回出されたお題に対して、さまざまな新種をみんなで考えていくコーナー。公開録音のお題は「新種のかき氷」で、「ハチミツ」や「かぼちゃのポタージュ」などが提案された。
ふつおた
普通のお便りを紹介するコーナー。

## イベント
| 出演日        | タイトル                              | 会場                   | 備考                                      |
| ------------- | ------------------------------------- | ---------------------- | ----------------------------------------- |
| 2014年8月10日 | 公開録音イベント シンシュール祭り2014 | Future SEVEN（東京都） | 第33回・第34回配信（2014年8月19日・26日） |